# Realer
Realer è un singolo della rapper statunitense Megan Thee Stallion, pubblicato il 16 maggio 2019 come secondo estratto dal primo mixtape Fever.